# Ösa sand
Ösa sand (Kom i vår låda, kom så ska vi knåda...) är en visa med text och musik av Owe Thörnqvist.
Ösa sand är en av många komiska visor som kom ur Owe Thörnqvists författarpenna på 1960-talet. Låten blev dock aldrig lika stor som till exempel Varm korv boogie, Dagny eller Loppan. Owe Thörnqvist sjöng in Ösa sand på skiva 1961.
1975 gjorde Pierre Isacsson en cover av Ösa sand på albumet En sommarsaga.